# Marxistische geografie
Marxistische geografie is een stroming binnen de sociale geografie die marxistische theorieën gebruikt om de invloed van de natuurlijke omgeving en ruimte te beschrijven.

## Ontstaan
Marxistische geografie ontstond in de jaren 1960 als reactie op de positivistische benadering in de sociale geografie en de dominante positie van de neoklassieke economie. Volgens deze laatste zou er geen sprake kunnen zijn van sociale en economische ongelijkheid. Het gaf ook geen verklaring voor zaken als de raciale spanningen in de Amerikaanse steden, het imperialisme zoals de Vietnamoorlog en genderongelijkheid.
In plaats van het statische neoklassieke beeld, moest er meer aandacht komen voor de invloed van sociale processen die de duidelijk aanwezig  veroorzaakten. Waar de tot dan toe technische benadering pretendeerde neutraal te zijn, zou dit in werkelijkheid de bestaande dominante verhoudingen legitimeren, terwijl de ontwikkelde theorieën niet zozeer algemeen geldend waren, maar vooral een westerse invalshoek boden.
Aan de Clark University werd de dialectische benadering met zijn nadruk op processen overgenomen uit het marxisme door de kritische beweging daar. Onder leiding van Richard Peet werd in 1969 Antipode opgezet en kreeg de stroming zijn eigen wetenschappelijk tijdschrift.
Met Social Justice and the City uit 1973 van David Harvey werden de fundamenten beschreven. Hij stelde daarin:
The quantitative revolution has run its course, and diminishing marginal returns are apparently setting in [...]
There is an ecological problem, an urban problem, an international trade problem, and yet we seem incapable of saying anything of depth or profundity about any of them.
Harvey was beïnvloed door het historisch materialisme van Marx en gaf dat vorm als historisch-geografisch materialisme. Naast een beschrijvende taak had de marxistische geografie ook een activistische taak om ongelijkheid en armoede te bestrijden.

## Dominantie
Gedurende de jaren 1970 en 1980 was marxistische geografie de dominante stroming binnen de kritische geografie. De kritiek op het kapitalisme vanuit het marxisme werd aangevuld met de benadering vanuit de ruimtelijke en omgevingsinvloed. In The Limits to Capital uit 1982 beschreef Harvey  de manieren waarop het kapitalisme de productie van sociale ruimte bepaalt. Om meerwaarde te genereren heeft kapitaal enerzijds mobiliteit nodig om meer winstgevende productielocaties te vinden en anderzijds moet het voor langere tijd op een specifieke locatie blijven om te renderen – de spatial fix volgens Harvey. Dit alles werkt ongelijke ontwikkeling in de hand.
Op dat vlak ontwikkelde Neil Smith zijn theorie van gentrificatie waarbij kapitaal naar steden en wijken trekt die meer rendement opleveren, wat maakt dat deze gebieden opleven, terwijl andere gebieden achterblijven. Tegelijkertijd worden daardoor de prijzen hoger, de werkloosheid lager en vakbonden sterker, wat de aantrekkelijkheid van gewilde gebieden verminderd.
Doreen Massey beschreef de invloed van de veranderende kapitalistische structuren op de vestiging van grote bedrijven en daarmee indirect op het politieke klimaat.

## Neergang
In de jaren 1990 maakte de marxistische benadering onder invloed van het poststructuralisme in toenemende mate plaats voor het postmarxisme. De marxistische pogingen om alle menselijke ervaringen in een metatheorie te vangen, werden als te ambitieus ervaren. Het marxisme zou ook het kapitalisme een te grote rol en te veel coherentie toedichten.